# Caoimhín Kelleher
Caoimhín Odhrán Kelleher (* 23. listopadu 1998 Cork) je irský profesionální fotbalový brankář, který chytá za anglický klub Brentford FC a za irský národní tým. 

## Klubová kariéra
Kelleher se připojil do akademie Liverpoolu v létě 2015 z irského klubu Ringmahon Rangers.
V srpnu 2018 podepsal s klubem nový kontrakt. Dne 1. června 2019 vyhrál s klubem Ligu mistrů, když Liverpool porazil ve finále Tottenham Hotspur; Kelleher byl v zápase na lavičce náhradníků. Stal se tak 12. irským fotbalistou, kterému se to povedlo.
Na lavičce byl i o dva měsíce později, když se Liverpool radoval z vítězství v Superpoháru UEFA, ve kterém porazil londýnskou Chelsea. V dresu Liverpoolu debutoval 25. září 2019, a to v třetím kole EFL Cupu proti MK Dons při výhře 2:0.
Dne 1. prosince 2020 odchytal svůj první zápas v Lize mistrů; při výhře 1:0 proti nizozemskému Ajaxu udržel čisté konto. O pět dní později se objevil i v základní sestavě ligového zápasu proti Wolverhamptonu Wanderers.
Dne 24. června 2021 podepsal Kelleher nový kontrakt s klubem do roku 2026. 27. února 2022 odchytal celý zápas finále EFL Cupu proti Chelsea, který skončil 0:0 po prodloužení. Následoval penaltový rozstřel, ve kterém penaltu proměnilo všech 20 hráčů z pole, a tak přišla řada na brankáře. Kelleher svůj kop proměnil, naopak brankář Chelsea Kepa Arrizabalaga branku vysoko přestřelil, a tak se z trofeje radoval Liverpool.

## Reprezentační kariéra
Kelleher debutoval v reprezentačním dresu 8. června 2021, když odehrál druhý poločas bezbrankové remízy s Maďarskem.

## Statistiky

### Klubové
K 27. únoru 2022
| Klub      | Sezóna  | Liga           | Liga   | Liga | FA Cup | FA Cup | EFL Cup | EFL Cup | Evropské poháry | Evropské poháry | Ostatní | Ostatní | Celkem | Celkem |
| Klub      | Sezóna  | Liga           | Zápasy | Góly | Zápasy | Góly   | Zápasy  | Góly    | Zápasy          | Góly            | Zápasy  | Góly    | Zápasy | Góly   |
| --------- | ------- | -------------- | ------ | ---- | ------ | ------ | ------- | ------- | --------------- | --------------- | ------- | ------- | ------ | ------ |
| Liverpool | 2018/19 | Premier League | 0      | 0    | 0      | 0      | 0       | 0       | 0               | 0               | —       | —       | 0      | 0      |
| Liverpool | 2019/20 | Premier League | 0      | 0    | 1      | 0      | 3       | 0       | 0               | 0               | 0       | 0       | 4      | 0      |
| Liverpool | 2020/21 | Premier League | 2      | 0    | 1      | 0      | 0       | 0       | 2               | 0               | 0       | 0       | 5      | 0      |
| Liverpool | 2021/22 | Premier League | 2      | 0    | 2      | 0      | 3       | 0       | 0               | 0               | —       | —       | 7      | 0      |
| Celkem    | Celkem  | Celkem         | 4      | 0    | 4      | 0      | 6       | 0       | 2               | 0               | 0       | 0       | 16     | 0      |

### Reprezentační
K 12. říjnu 2021
| Irsko  | Irsko  | Irsko |
| Rok    | Zápasy | Góly  |
| ------ | ------ | ----- |
| 2021   | 2      | 0     |
| Celkem | 2      | 0     |

## Ocenění

### Klubové

#### Liverpool
- EFL Cup: 2021/22[14]
- Liga mistrů UEFA: 2018/19[15]
- Superpohár UEFA: 2019[16]